# Тевкр
Тевкр (др.-греч. Τεῦκρος, лат. Teucer) — в древнегреческой мифологии сын бога троянской реки Скамандра и нимфы Идеи (или сын Зевса и Электры), первый царь земли Троады, эпоним племени тевкров (троянцев).
По другому преданию, Скамандр (в этой версии человек) и Тевкр, гонимые голодом, переселились в Троянскую область с поселенцами с Крита, откуда перенесли с собой культ Аполлона. Воевал с мышами (с чем связывают культ Аполлона Сминфея).
По первой версии предания, Тевкр принял к себе бежавшего с острова Самофраки Дардана, которому он отдал в замужество свою дочь Батию и отделил ему часть области, названной по имени пришельца Дарданией; по смерти Тевкра царская власть перешла в руки Дардана. По второй версии, Тевкр застал уже Дардана в Троаде.
По ещё одному рассказу, некий Тевкр прибыл из Аттики, из дема троянцев, называемый Ксипет.